# 韩振纪
韩振纪（1905年—1975年3月3日），中国人民解放军中将，1955年获二级八一勋章、一级独立自由勋章、一级解放勋章。

## 生平
1937年8月韩振纪任八路军第三四四旅687团副团长、政治委员，参加了平型关战斗。后回延安在抗日军政大学第三期继续任第一大队（军事）大队长。1938年3月抗大第三期学员毕业后，任中央党校军事教育研究室主任。1938年6月任344旅参谋长。1940年2月在344旅旅部升级为八路军第二纵队纵队部后，韩振纪任纵队参谋长。随黄克诚率部南下，到苏北任新四军第三师参谋长。建国后，他参与创建太原重型机器厂。